# Christopher Ross

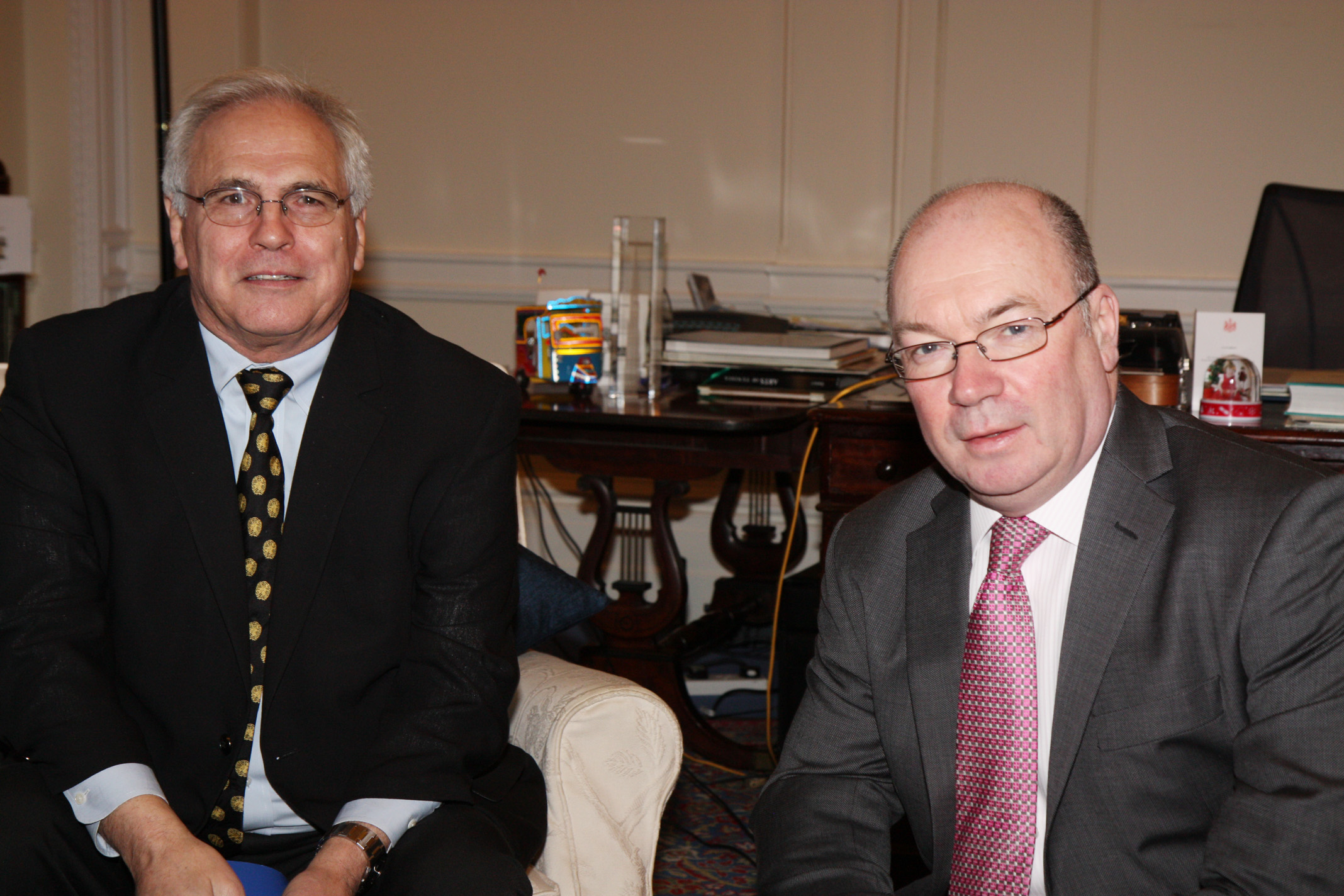
Ross (izquierda) con Alistair Burt en 2009.

Christopher W.S. Ross (Quito, 3 de marzo de 1943) es un alto funcionario del Gobierno de los Estados Unidos y diplomático de dicho país. De enero de 2009 a marzo de 2017 fue el enviado especial del Secretario General de las Naciones Unidas, Ban Ki moon, para la Misión de Naciones Unidas para el referendo en el Sahara Occidental (MINURSO), en sustitución del holandés Van Walsum.
Ross fue embajador de Estados Unidos en Argelia y en Siria. Su nombramiento provisional para la MINURSO tuvo lugar a finales de agosto de 2008, tras la dimisión forzada de Valsum como consecuencia de una declaraciones en las que consideraba inviable el referéndum para la zona. El nombramiento provisional de Ross como sustituto fue acogido favorablemente por el Frente Polisario, Argelia, Francia, España y Estados Unidos, pero no por Marruecos. Pasados unos meses y sin el placet oficial de Marruecos, que veía con preocupación el anterior destino argelino de Ross, Ban Ki moon lo nombró como su enviado-representante oficialmente.